# Marlene Weingärtner
Marlene Weingärtner (Heidelberg, 30 januari 1980) is een voormalig tennisspeelster uit Duitsland. Zij begon op achtjarige leeftijd met het spelen van tennis. Zij speelt rechtshandig en heeft een tweehandige backhand. Zij was actief in het proftennis van 1994 tot en met 2008.
In 1998 speelde zij op het US Open haar eerste grandslamtoernooi. 
In 2005 stopte zij feitelijk met tennis vanwege een blessure, maar in 2008 speelde zij nog eenmaal op het WTA-toernooi van Bad Gastein, aan de zijde van de Oostenrijkse Sandra Klemenschits met wie zij een wildcard had gekregen. Haar hoogste ranking in het enkelspel, 36e, bereikte zij in februari 2002; in het dubbelspel haalde zij in januari 2005 de 34e plek.
Al tijdens haar tenniscarrière legde Weingärtner zich toe op het maken van schilderijen onder de naam Marwei. Zij speelde vijf partijen voor Duitsland op de Fed Cup.
De ouders van Weingärtner zijn Donau-Zwaben uit het Roemeense gedeelte van Banaat.

## Posities op deWTA-ranglijst
Positie per einde seizoen:
| jaar | rang enkelspel | rang dubbelspel |
| ---- | -------------- | --------------- |
| 1994 | 479            | 561             |
| 1995 | 224            | 353             |
| 1996 | 211            | 319             |
| 1997 | 131            | 190             |
| 1998 | 121            | 230             |
| 1999 | 83             | 109             |
| 2000 | 95             | 250             |
| 2001 | 43             | 83              |
| 2002 | 98             | 108             |
| 2003 | 47             | 146             |
| 2004 | 71             | 36              |
| 2005 | 379            | 223             |

## Palmares
| Legenda                |
| ---------------------- |
| Grandslamtoernooi      |
| Olympische Spelen      |
| Year-End Championships |
| Tier I                 |
| Tier II                |
| Tier III               |
| Tier IV & V            |

### WTA-finaleplaatsen enkelspel
| nr.              | finale     | toernooi | ondergrond | tegenstandster       | score    |         |
| ---------------- | ---------- | -------- | ---------- | -------------------- | -------- | ------- |
| gewonnen finales |            |          |            |                      |          |         |
| geen             |            |          |            |                      |          |         |
| verloren finales |            |          |            |                      |          |         |
| 1.               | 2004-09-19 | WTA Bali | hardcourt  | Svetlana Koeznetsova | 1-6, 4-6 | details |

### WTA-finaleplaatsen vrouwendubbelspel
| nr.              | finale     | toernooi        | ondergrond    | partner              | tegenstandsters                          | score         |         |
| ---------------- | ---------- | --------------- | ------------- | -------------------- | ---------------------------------------- | ------------- | ------- |
| gewonnen finales |            |                 |               |                      |                                          |               |         |
| 1.               | 2004-08-22 | WTA Cincinnati  | hardcourt     | Jill Craybas         | Emmanuelle Gagliardi Anna-Lena Grönefeld | 7-5, 7-6      | details |
| verloren finales |            |                 |               |                      |                                          |               |         |
| 1.               | 1999-01-09 | WTA Auckland    | hardcourt     | Seda Noorlander      | Silvia Farina Barbara Schett             | 2-6, 6-7      | details |
| 2.               | 1999-05-22 | WTA Madrid      | gravel        | María Fernanda Landa | Virginia Ruano Pascual Paola Suárez      | 2-6, 6-0, 0-6 | details |
| 3.               | 2003-10-26 | WTA Luxemburg   | hardcourt (i) | Olena Tatarkova      | Maria Sjarapova Tamarine Tanasugarn      | 1-6, 4-6      | details |
| 4.               | 2004-10-31 | WTA Luxemburg   | hardcourt (i) | Jill Craybas         | Virginia Ruano Pascual Paola Suárez      | 1-6, 7-6, 3-6 | details |
| 5.               | 2005-05-21 | WTA Straatsburg | gravel        | Marta Domachowska    | Rosa María Andrés Rodríguez Andreea Vanc | 3-6, 1-6      | details |

## Resultaten grandslamtoernooien
| Legenda | Legenda                          |
| ------- | -------------------------------- |
| g.t.    | geen toernooi gehouden           |
| l.c.    | lagere categorie                 |
| –       | niet deelgenomen                 |
| G       | uitgeschakeld in de groepsfase   |
| 1R      | uitgeschakeld in de eerste ronde |
| 2R      | uitgeschakeld in de tweede ronde |
| 3R      | uitgeschakeld in de derde ronde  |
| 4R      | uitgeschakeld in de vierde ronde |
| KF      | uitgeschakeld in de kwartfinale  |
| HF      | uitgeschakeld in de halve finale |
| F       | de finale verloren               |
| W       | het toernooi gewonnen            |
| w-v     | winst/verlies-balans             |

### Enkelspel
| Toernooi        | 1998 | 1999 | 2000 | 2001 | 2002 | 2003 | 2004 | 2005 | w-v |
| --------------- | ---- | ---- | ---- | ---- | ---- | ---- | ---- | ---- | --- |
| Australian Open | –    | 1R   | 2R   | 3R   | 4R   | 3R   | 1R   | 1R   | 8-7 |
| Roland Garros   | –    | 1R   | 2R   | 1R   | 1R   | 2R   | 4R   | 1R   | 5-7 |
| Wimbledon       | –    | 2R   | 2R   | 2R   | 2R   | 2R   | 1R   | 1R   | 5-7 |
| US Open         | 2R   | 1R   | –    | 1R   | 1R   | 1R   | 1R   | –    | 1-6 |

### Vrouwendubbelspel
| Australian Open | –  | 1R | –  | 1R | 1R | –  | 1R | 0-4 |
| Roland Garros   | –  | –  | 1R | 1R | 1R | KF | 1R | 3-5 |
| Wimbledon       | –  | 1R | 1R | KF | 1R | 1R | 1R | 3-6 |
| US Open         | 1R | –  | 2R | 1R | –  | 2R | 1R | 2-5 |

### Gemengd dubbelspel
| Toernooi        | 2001 |
| --------------- | ---- |
| Australian Open | 1R   |
| Roland Garros   | –    |
| Wimbledon       | –    |
| US Open         | –    |